# Wolfgang Böhm (Maler)
Wolfgang Böhm (* 23. November 1946 in Wien) ist ein österreichischer Maler und Grafiker.

## Leben und Wirken
Böhm besuchte von 1962 bis 1966 die Höhere Graphische Bundes-Lehr- und Versuchsanstalt in Wien und studierte von 1966 bis 1971 an der Akademie der bildenden Künste Wien. 1978 bis 1983 sowie 1986 und 1993 hielt er sich in Nelewatta Nelewala in Sri Lanka auf und 1994 absolvierte er eine Studienreise nach Indien.
Er ist Mitglied der Vereinigung bildender Künstlerinnen Österreichs und der Künstlervereinigung MAERZ. Der Künstler lebt und arbeitet in Bad Großpertholz.

## Werke
In den ersten Jahren nach der Akademie schuf Böhm vorwiegend Landschaftszeichnungen, es folgte eine Serie von Interieurs mit in Bewegung geratenen Stühlen, wobei es dem Künstler gelang, psychische Bewegungen durch dynamische Liniengeflechte zu umschreiben. Die Aufenthalte in Sri Lanka prägten sein späteres Schaffen. entscheidend, da er sich einerseits mit der dortigen Landschaft auseinandersetzte und andererseits die östlichen Religionen, vor allem den Zen-Buddhismus einbezog.

## Ausstellungen (Auswahl)
Böhm präsentiert seine Werke seit 1970 im Rahmen von Einzel- und Gemeinschaftsausstellungen:
- Wolfgang Böhm, Vereinigung bildender KünstlerInnen, 1970, 1980, 1983, 1986
- Niederösterreichisches Dokumentationszentrum für moderne Kunst, 1981
- Böhm, Jascha, Leitner, Praetterhoffer, Kammerhofgalerie Gmunden, 1984
- Zeichnung, Museum Francisco-Carolinum
- 75 Jahre Künstlervereinigung MAERZ, Neue Galerie der Stadt Linz, 1988
- Wolfgang Böhm. Die Freude und der Schmerz. Bilder und Zeichnungen bis 1991, Museum Francisco-Carolinum, 1991
- Wolfgang Böhm. Wie eine Reise, Museum der Moderne Rupertinum, 1995
- Ein Beitrag. Secessionsmitglieder aus Niederösterreich, Niederösterreichisches Dokumentationszentrum für moderne Kunst, 1997
- Wolfgang Böhm, Gert Linke, Niederösterreichisches Dokumentationszentrum für moderne Kunst, 2001
- Wolfgang Böhm. Fügungen, Niederösterreichisches Landesmuseum, 2006
- Rosa, Künstlervereinigung MAERZ, 2012
- Wegmarken. MAERZ 1952 bis 2002, afo architekturforum oberösterreich, Künstlervereinigung MAERZ, 2013

## Auszeichnungen
- Theodor-Körner-Preis, 1973
- Österreichisches Staatsstipendium für bildende Kunst, 1977
- Förderpreise für bildende Kunst des Landes Niederösterreich (1981) und der Stadt Wien (1982)
- Anton-Faistauer-Preis für Malerei des Landes Salzburg, 1983